# Chieve
Chieve là một đô thị thuộc tỉnh Cremona, vùng Lombardia, Italia. Đô thị cách khoảng 40 km về phía đông nam của Milan và khoảng 40 km về phía tây bắc của Cremona. Đô thị có diện tích 6,3 km², dân số năm 2004 là 1.801 người.
Chieve giáp các đô thị: Abbadia Cerreto, Bagnolo Cremasco, Capergnanica, Casaletto Ceredano, Crema, Crespiatica.